# Че Че
Данило дас Невес Пиньейру (порт. Danilo das Neves Pinheiro; 30 августа 1992 года, Сан-Паулу), более известный как Че Че (порт. Tche Tche) — бразильский футболист, полузащитник клуба «Ботафого».

## Биография
Данило родился в Бразилии, воспитанник клуба «Аудакс» из Сан-Паулу. Выступал за клубы низших дивизионов «ГО Аудакс», «Гуаратингета», «Понте-Прета» и «Боа». Весной 2016 года игрок в составе «Аудакса» стал финалистом чемпионата штата Сан-Паулу (клуб дошёл до финала впервые в своей истории), вошёл в символическую сборную турнира и был признан лучшим дебютантом турнира.
С 2016 года играл за «Палмейрас». В его составе в 2016 году стал чемпионом Бразилии, сыграв 37 матчей, и стал лауреатом награды «Серебряный мяч», а в 2017 году стал вице-чемпионом страны.
В июне 2018 года подписал 5-летний контракт с киевским «Динамо».
30 марта 2019 года Че Че подписал четырехлетний контракт с футбольным клубом «Сан-Паулу», вернувшись в свою родную страну.
6 апреля 2021 года Че Че присоединился к «Атлетико Минейро» в аренду с правом выкупа до мая 2022 года. 

## Достижения
- Чемпион Бразилии (3): 2016, 2018, 2021
- Чемпион штата Минас-Жерайс (1): 2021
- Обладатель Кубка Бразилии (1): 2021
- Обладатель Суперкубка Бразилии (1): 2022
- Обладатель Суперкубка Украины (1): 2018